# Leucogyrophana pseudomollusca
Leucogyrophana pseudomollusca är en svampart som först beskrevs av Erast Parmasto, och fick sitt nu gällande namn av Erast Parmasto 1967. Leucogyrophana pseudomollusca ingår i släktet Leucogyrophana och familjen Hygrophoropsidaceae.   Inga underarter finns listade i Catalogue of Life.